# Świat Wiedzy (tygodnik)
Świat Wiedzy – dawny polski tygodnik, encyklopedia. Jego motto brzmiało: wszechstronne źródło informacji dla całej rodziny.
Świat Wiedzy ukazał się w 264 numerach.
Co pewien czas do pisma dołączano segregatory, by móc je w nich przechowywać. Pismo było skonstruowane tak, że można było oddzielać od siebie jego strony (kartki nie były ze sobą zszywane), a w ich swobodnym umieszczaniu pomagał fakt, że były one dziurkowane. Dołączano również kartonowe strony, które miały oddzielać od siebie poszczególne działy encyklopedii. Pismo można było zatem przechowywać w dwojaki sposób – dzieląc informacje na kategorie, bądź zachowując domyślny układ magazynu, umieszczając w segregatorach nienaruszony numer po numerze.
Poza standardowymi wydaniami sporadycznie ukazywały się numery specjalne. Nie były one dostosowane do umieszczania w segregatorze.
Każdy numer był podzielony na 7 części dotyczących innych zagadnień (każda część miała inny kolor przekładki działowej):
- Planeta Ziemia (kolor zielony),
- Historia świata (kolor żółty),
- Ciało człowieka (kolor pomarańczowy),
- Zwierzęta i rośliny (kolor czerwony),
- Nauka i technika (kolor turkusowy),
- Sztuka (kolor jasnoniebieski),
- Atlas świata (kolor jasnofioletowy).

Atlas świata dzielił kartkę z quizem, który był umieszczany zawsze na ostatniej stronie. Znajdowały się w nim pytania dotyczące wiedzy zawartej w danym numerze.
21 października 2002 pismo zaczęło się ukazywać w nowej, odnowionej szacie graficznej, jednak rzadziej - jako dwutygodnik.

## Podobnie publikacje (różnych wydawnictw)
- Życie Świata (konkurencyjne dla Świata Wiedzy, 1997-2003; wyd. Polskie Media AmerCom)
- Easy PC (komputerowy)
- PC Okay (komputerowy)
- Faktor X